# 용성대군
용성대군 이곤(龍城大君 李滾, 1624년 10월 14일(음력 9월 3일) ~ 1629년 12월 22일(음력 11월 8일))은 조선 중기의 왕족 종실이다. 인조와 인렬왕후 한씨의 넷째 아들로, 정원군의 손자이자 선조의 서증손이며, 효종, 소현세자, 인평대군의 동생이다. 본관은 전주 이씨(全州 李氏), 휘는 곤(滾), 시호는 장의(章懿)이다.

## 생애
길례를 치르기 전에 일찍 죽어 묘소는 경기도 양주군 풍양현(豊壤縣, 현 경기도 남양주시 진건읍, 진접읍, 오남읍 일대)에 예장하였고, 수진궁(壽進宮) 1묘(廟)에 사판을 봉안(奉安)을 하여 제사를 봉무하게 하였다.

### 사후
1871년(고종 8) 3월 16일 시호는 온극령의(溫克令儀)을 "따뜻하고 너그럽고 아름다운 모양을 지냈다."를 장(章)이라고 하고, 온유현선(溫柔賢善)을 "따뜻하고 부드러우며 어질고 착하다."를 의(懿)라 하여 장의(章懿)에 추증하였다.
1872년(고종 9) 8월 1일 형 인평대군의 넷째 아들인 복평군 이연(福平君 李㮒)을 후사(後嗣)로 삼고, 1873년(고종 10) 2월 22일 용성대군의 사판에 종신(宗臣)을 보내어 치제(致祭)를 하였다.

## 가족 관계
- 아버지 : 인조(仁祖, 1595년 - 1649년)
- 어머니(생모) : 인렬왕후 한씨(仁烈王后 韓氏, 1594년 - 1635년)
  - 동복형 : 소현세자(昭顯世子, 1612년 - 1645년)
  - 동복형 : 효종(孝宗, 1617년 - 1659년)
  - 동복형 : 인평대군(麟坪大君, 1622년 - 1658년)
- 어머니(계모) : 장렬왕후 조씨(莊烈王后 趙氏, 1624년 - 1688년)
- 서모 : 귀인 조씨(貴人 趙氏, ?년 - 1651년)
  - 이복동생 : 숭선군 이징(崇善君 李澂, 1639년 - 1690년)
  - 이복동생 : 낙선군 이숙(樂善君 李潚, 1641년 ∼ 1695년)
  - 이복동생 : 효명옹주(孝明翁主, 1637년 - 1700년), 김세룡(金世龍)에게 하가
- 아들(양자) : 복평군 이연(福平君 李㮒, 1648년 - 1680년), 동복형 인평대군의 4남